# Ambérac
Ambérac é uma comuna francesa na região administrativa da Nova Aquitânia, no departamento de Charente. Estende-se por uma área de 12,10 km². Em 2010 a comuna tinha 317 habitantes (densidade: 26,2 hab./km²).